# Historia del uniforme del Atlético Nacional

## Uniforme actual
| Uniforme actual | Uniforme actual | Uniforme actual | Uniforme actual | Uniforme actual | Uniforme actual | Uniforme actual | Uniforme actual | Uniforme actual |
| --------------- | --------------- | --------------- | --------------- | --------------- | --------------- | --------------- | --------------- | --------------- |
| Local           | Alternativo     | Tercero         | Portero 1       | Portero 2       | Entrenamiento 1 | Entrenamiento 2 |                 |                 |
|                 |                 |                 |                 |                 |                 |                 |                 |                 |
| Nike            |                 |                 |                 |                 |                 |                 |                 |                 |

## Historia
Desde el primer partido de 1954 –un amistoso contra el Wacker de Viena– Nacional usó pantaloneta negra. No se han encontrado registros que expliquen la razón del cambio, pero se especula que, debido al regreso del Independiente Medellín (luego de la crisis que hizo que se unieran los dos equipos en una sola ficha), Nacional quiso distanciarse del color rojo. Durante los partidos amistosos de 1956 (entre enero y abril), Nacional aún empleaba la pantaloneta negra. Pero en mayo, tras superar la crisis económica, Nacional reapareció con una nueva pantaloneta de color blanca. De esa forma sus colores quedaron asociados a los de la bandera antioqueña que está compuesta por los colores blanco y verde.
Este uniforme se utilizó hasta 1970, cuando el expresidente Hernán Botero Moreno decidió cambiar la camisa verde por una con rayas verticales verdes y blancas, para hacer que los jugadores se vieran más corpulentos y fuertes a la hora de jugar. En 1978, con el primer patrocinador del equipo, Nacional tuvo que volver a la clásica camisa verde fondo entero para que se pudiera ver el nombre de Kawasaki (su patrocinador en el momento). En 1979 el club volvió a la camisa a rayas y se insertó el logo de Hotel Nutibara en la camisa. La camisa fondo entero pasó a ser el segundo uniforme.
En 1981 modificó un poco el segundo uniforme en el que se cambiaron las mangas verdes por blancas y el resto era verde. Este uniforme no gustó mucho para la época por el pensamiento tradicionalista de sus hinchas. En 1987 se volvió a utilizar la camisa verde fondo entero hecha por D'LEON, una marca que imitaba los uniformes de Adidas. Entre 1988 y 1989 Nacional volvió a la camisa a rayas, y alternó esta con la verde fondo entero, la cual utilizó en gran parte de la Copa Libertadores que ganó, inclusive en la final en Bogotá. En el mismo año de la consecución del título continental Nacional consiguió el primer gran patrocinio por parte de la marca alemana Puma, que realizó un diseño exclusivo para la Copa Intercontinental, diseño que se vio únicamente en ese partido al igual que el patrocinador.
En los inicios de la década de los noventa regresó la camisa totalmente verde con la insignia de la Libertadores en el pecho y con el patrocinio de la marca Torino que duró hasta 1994, cuando llegó nuevamente un grande en materia de patrocinios, esta vez la marca alemana Adidas, hizo diseños entre los que se destacó el de la camisa verde fondo entero con detalles blancos o cuando volvió a las rayas verticales pero esta vez más anchas y con detalles más visibles. Para el final de la década el club fue nuevamente vestido por Puma. El diseño del primer uniforme era una camiseta verde con rayas blancas en forma vertical por primera vez delgadas y el segundo era totalmente blanco con rayas delgadas verdes.
En 2001 con Converse los diseños fueron calificados como buenos pero el material con el que eran hechos fue muy criticado y era entendible, ya que la marca estadounidense nunca se había caracterizado por hacer prendas para el fútbol. 
Para el 2003 llegó Umbro y retomó la pantaloneta negra que había sido famosa en la obtención del primer título profesional del club, aquel diseño tan solo duró dos años. En los siguientes años fueron famosos los uniformes alternativos que sacaba la marca inglesa, como en 2006 el cual era rayas negras y grises en la camisa, pantaloneta y medias negras o en 2007 que era una camisa verde limón con pantaloneta negra y medias negras.
En 2006 se dio un hecho único, en casi 20 años consecutivos de relación con Postobón, Atlético Nacional visitó un patrocinador diferente en su camiseta. Para el partido debut en la fase de grupos de la Copa Libertadores 2006, frente a Rosario Central del Argentina, el 'verdolaga' salió para el segundo tiempo vistiendo el uniforme tradicional, pero con unos parches de RCN Televisión, que tapaban a los de Postobón. Esto se debe a que el Canal Caracol (rival de RCN Televisión) había adquirido los derechos de transmisión de esa edición de la Copa Libertadores, y siendo Nacional parte de la Organización Ardila Lülle junto con RCN Televisión, vio la oportunidad perfecta para mostrar su marca en el canal rival.
Luego en 2008 se equipa con Marathon Sports de Ecuador, con diseños en sus rayas laterales en vertical más amplias y una central más delgada, solo con la excepción en sus bordes laterales, en donde se corta con una curva los colores blanco y verde, llegando a la manga. El escudo es un poco más pequeño y lleva una estrella como honor ganado en la Copa Libertadores de América, el logo del patrocinador está alineado al del escudo y la marca deportiva. El uniforme alternativo fue de color verde oliva, junto con el escudo, el patrocinador, y la equiparación deportiva con las mismas características del uniforme principal. En cuanto a las pantalonetas y medias, para el uniforme principal se usaron en color blanco, y para el alternativo, se utilizaron en color verde oliva.
En 2009 regresó Adidas al equipo por un período de cuatro años, entre sus diseños se resaltaron el de 2010, en donde sacaron un exclusivo diseño con los valores de la cultura Antioqueña escritos en los bordes de las líneas verticales de la camisa o el del 2011 que retornó por segunda vez a la pantaloneta negra además de las pequeñas líneas negras también que tenía alrededor de las franjas verdes y blancas ya conocidas.
En 2012 el club jugó con el uniforme tradicional de la camisa con rayas verdes –más gruesas– y pantaloneta blanca. El segundo uniforme era totalmente negro con vivos detalles verdes.
Para 2013 se anunció el acuerdo entre la dirigencia del equipo y la empresa norteamericana Nike para que esta fuera el patrocinador por los próximos cuatro años. El primer diseño del uniforme titular, consistió en una camisa con rayas verdes delgadas sin precedentes en la historia del club, pues anteriormente se usaban estilos más tradicionales, mangas verdes, pantaloneta blanca y medias verdes. Al segundo uniforme regresó por tercera vez la camisa verde limón con pantaloneta negra y medias negras.
En el 2014 El estilo de la camiseta del primer uniforme volvió a uno más tradicional de rayas verticales verdes y blancas pero esta vez en la parte blanca de la camiseta se podían observar detalles decorativos en tonalidades grises como diseño exclusivo de Nike para el equipo, también se conservó la pantaloneta completamente blanca y las medias blancas, casi lo mismo aplica para el segundo y tercer uniforme solo con la diferencia que las rayas son horizontales, los colores para la segunda equipación son negro con gris, y para la tercera una combinación de verde oscuro y verde brillante, conteniendo en ambas camisetas las decoraciones exclusivas del club en los colores más claros, cabe resaltar que en este año ninguna de las camisetas de juego tuvo una versión de manga larga.
En el 2015 el diseño del primer uniforme continuó con rayas verticales, pero más gruesas que la temporada anterior y sin tantos detalles, lo que más llamó la atención fue la tonalidad de verde que se usó, un verde bastante oscuro poco común; continuaron la pantaloneta y medias blancas. El segundo uniforme fue el mismo verde oscuro, pero en fondo entero, pantaloneta negra y medias verde oscuro. El tercer uniforme fueron camiseta, pantaloneta y medias totalmente azul marino.
En 2016 Nike presentó la nueva equipación del club, el primer uniforme tiene rayas verticales color blanco y un fondo con el verde tradicional, pantaloneta y medias blancas; el segundo uniforme es negro con unas delgadas líneas en color verde fosforescente, pantaloneta y medias negras.
En 2017, en el aniversario número 70 del club, Nike presentó un diseño inspirado en el uniforme del club Unión Indulana de 1942, equipo que más tarde se convertiría en Atlético Nacional. La camisa está dividida en dos secciones, una verde y la otra blanca, pantaloneta y medias blancas con detalles en verde. El segundo uniforme tiene camiseta, pantaloneta y medias amarillas en fondo entero, inspirado en el oro colombiano.
En 2018 Nike volvió a las rayas tradicionales en el uniforme principal; según el club, el tono de verde utilizado está inspirado en los colores de las montañas, las plantas y los paisajes antioqueños, también en la Verdolaga, una planta de donde proviene uno de los apodos más populares del club; pantaloneta y medias totalmente verdes. El segundo uniforme tiene un tono de verde y amarillo más claro inspirado en la Orquídea nacional; las mangas negras, pantaloneta del mismo tono de verde y medias negras.

## Evolución

### Uniforme titular
| Unión F. C. 1935 | Unión Indulana 1945-1947 | Atlético nacional 1947 | 1954 | 1965 | 1973 | 1976 | 1981 | 1989 |

| 1989* | 1990-1993 | 1994-1995 | 1996-1997 | 1998-1999 | 2000 | 2001-2002 | 2003 | 2004 |

| 2005 | 2006 | 2007 | 2008 | 2009 | 2010 | 2011 | 2012 | 2013 |

| 2014 | 2015 | 2016 | 2017 | 2018 | 2019-I | 2019-II | 2020 | 2021 |

| 2022 | 2023 | 2024 | 2025 |

*  Solamente se utilizó en Copa Intercontinental.

### Uniformes visitantes
| 1981 | 1989-1993 | 1994-1997 | 1998 | 1999 | 2000 | 2001-2002 | 2003 | 2004 |

| 2005 | 2006 | 2007 | 2008 | 2009-2010 | 2011 | 2012 | 2013 | 2014-I |

| 2014-II | 2015 | 2016 | 2017 | 2018 | 2019 | 2020 | 2021 | 2022 |

| 2023 | 2024 | 2025 |

### Tercer uniforme
| 2009 | 2012 | 2013 | 2014 | 2015 | 2016 | 2018 | 2019 | 2020 |

| 2021 | 2022 |  | 2023 |  | 2024 |  | 2025 |

## Uniforme de porteros, evolución
| 2013      | 2013      | 2013 | 2013 | 2013 | 2013 |
| --------- | --------- | ---- | ---- | ---- | ---- |
| Portero 1 | Portero 2 |      |      |      |      |
|           |           |      |      |      |      |
| Nike      |           |      |      |      |      |

| 2014      | 2014      | 2014      | 2014 | 2014 | 2014 |
| --------- | --------- | --------- | ---- | ---- | ---- |
| Portero 1 | Portero 2 | Portero 3 |      |      |      |
|           |           |           |      |      |      |
| Nike      |           |           |      |      |      |

| 2015      | 2015      | 2015      | 2015 | 2015 | 2015 |
| --------- | --------- | --------- | ---- | ---- | ---- |
| Portero 1 | Portero 2 | Portero 3 |      |      |      |
|           |           |           |      |      |      |
| Nike      |           |           |      |      |      |

| Portero 1 | Portero 2 | Portero 3 | Portero 4 |
|           |           |           |           |
| Nike      |           |           |           |

| 2017    | 2017      | 2017      |
| ------- | --------- | --------- |
| Portero | Portero 2 | Portero 3 |
|         |           |           |
| Nike    |           |           |

| 2018    | 2018      | 2018      |
| ------- | --------- | --------- |
| Portero | Portero 2 | Portero 3 |
|         |           |           |
| Nike    |           |           |

| 2019      | 2019      | 2019 | 2019 | 2019 | 2019 |
| --------- | --------- | ---- | ---- | ---- | ---- |
| Portero 1 | Portero 2 |      |      |      |      |
|           |           |      |      |      |      |
| Nike      |           |      |      |      |      |

| 2023      | 2023      | 2023 | 2023 | 2023 | 2023 |
| --------- | --------- | ---- | ---- | ---- | ---- |
| Portero 1 | Portero 2 |      |      |      |      |
|           |           |      |      |      |      |
| Nike      |           |      |      |      |      |

| 2024      | 2024      | 2024 | 2024 | 2024 | 2024 |
| --------- | --------- | ---- | ---- | ---- | ---- |
| Portero 1 | Portero 2 |      |      |      |      |
|           |           |      |      |      |      |
| Nike      |           |      |      |      |      |

## Galería de imágenes
|  |  |  |  |  |

|  |  |  |  |

## Proveedores y patrocinadores
| Proveedores y patrocinadores | Proveedores y patrocinadores | Proveedores y patrocinadores  | Proveedores y patrocinadores |
| Período                      | Proveedor                    | Patrocinador                  | Patrocinador secundario |
| ---------------------------- | ---------------------------- | ----------------------------- | --- |
| 1948-1977                    | Ninguno                      | Ninguno                       | Ninguno |
| 1978                         | Ninguno                      | Kawasaki                      | Ninguno |
| 1979                         | Ninguno                      | Hotel Nutibara                | Ninguno |
| 1980-1982                    | [ 14 ]                       | SAM Colombia                  | Ninguno |
| 1983                         | Ninguno                      | SAM Colombia                  | Ninguno |
| 1984                         | Ninguno                      | Hotel Amarú                   | Ninguno |
| 1985-1986                    | Ninguno                      | SAM Colombia                  | Ninguno |
| 1987                         | D'León                       | Naranja PostobónMiniautos TyM | Ninguno |
| 1988-1989                    | D'León                       | SAM Colombia                  | Ninguno |
| 1989                         | [ n 2 ]                      | Ninguno                       | Ninguno |
| 1990-1993                    | Bandera de Colombia          | SAM Colombia                  | Ninguno |
| 1994                         | Bandera de Alemania          | Gaseosas Konga                | Ninguno |
| 1995                         | Bandera de Alemania          | Pilsen                        | Ninguno |
| 1996-1997                    | Bandera de Alemania          | Cerveza Leona                 | Ninguno |
| 1996-1997                    | Bandera de Alemania          | Cerveza Leona                 | Ninguno |
| 1997-1998                    |                              | Cerveza Leona                 | Ninguno |
| 1998-2000                    | Postobón                     |                               | Ninguno |
| 2001-2002                    | Postobón                     | Bandera de Estados Unidos     | Ninguno |
| 2003-2005                    | Postobón                     | Bandera del Reino Unido       | ARESS |
| 2006                         | Postobón                     | Bandera del Reino Unido       | ARESS, RCN televisión |
| 2007                         | Postobón                     | Bandera del Reino Unido       | ARESS |
| 2008                         | Postobón                     | Bandera de Ecuador · Marathon | ARESS |
| 2009-2011                    | Postobón                     | Bandera de Alemania           | ARESS |
| 2012                         | Postobón                     | Bandera de Alemania           | ARESS, Volvo |
| 2013-2014                    | Postobón                     | Bandera de Estados Unidos     | Pilsen, ARESS, AKT y Pulsar |
| 2015                         | Postobón                     | Bandera de Estados Unidos     | Pilsen, ARESS, AKT y Usana |
| 2016                         | Postobón                     | Bandera de Estados Unidos     | ARESS, ATMOPEL y Suzuki |
| 2017-2018                    | Postobón                     | Bandera de Estados Unidos     | Speed Max y Suzuki |
| 2019-I                       | Postobón                     | Bandera de Estados Unidos     | ARESS, Ron Viejo de Caldas, W play, Speed Max |
| 2019-II                      | Postobón                     | Bandera de Estados Unidos     | ARESS, Ron Viejo de Caldas, BetPlay, Tigo,Opta,Speed Max,LG Electronics                                                                              |
| 2022-I                       | Postobón                     | Bandera de Estados Unidos     | ARESS Fábrica de licores y alcoholes de Antioquia (Aguardiente antioqueño) BetPlay Tigo Opta Sports Speed Max LG Electronics                         |
| 2022-II                      | Postobón                     | Bandera de Estados Unidos     | Fábrica de licores y alcoholes de Antioquia (Aguardiente antioqueño) BetPlay Tigo ARESS Auteco Super Astro Cedimed EA Sports Banco Finandina         |
| 2023-I                       | Postobón                     | Bandera de Estados Unidos     | Fábrica de licores y alcoholes de Antioquia (Aguardiente antioqueño) BetPlay Picap Tigo ARESS Gana Atlético Nacional Escuela de Fútbol Tienda verde  |
| 2023-II                      | Postobón                     | Bandera de Estados Unidos     | Fábrica de licores y alcoholes de Antioquia (Aguardiente antioqueño) BetPlay Picap Tigo ARESS Ringo Atlético Nacional Escuela de Fútbol Tienda verde |
| 2024-I                       | Betsson                      | Bandera de Estados Unidos     | Postobón Picap ARESS Ringo Sportline Atlético Nacional Escuela de Fútbol Tienda verde                                                                |
| 2024-II                      | Betsson                      | Bandera de Estados Unidos     | Postobón Picap ARESS Ringo Sportline Atlético Nacional Escuela de Fútbol Tienda verde TVS Motors                                                     |
| 2025-I                       | Betsson                      | Bandera de Estados Unidos     | Postobón JFK Cooperativa Financiera ARESS Sportline Atlético Nacional Escuela de Fútbol Tienda verde TVS Motors Mundo Único Gatorade                 |